# Colin Heath
Colin Heath (født 31. december 1983 i Chesterfield i England) er en engelsk fodboldspiller, der i øjeblikket er klubløs. Han voksede op i Birchover, og han spillede for Darley Dale i sin ungdom. Han er angriber, og han tilsluttede sig Manchester United i 2000. Han fik en professionel kontrakt i slutningen af 2000.